# Stuttgart Open 2024 - Qualificazioni singolare
Le qualificazioni del singolare maschile del Stuttgart Open 2024 sono state un torneo di tennis preliminare per accedere alla fase finale della manifestazione. I vincitori dell'ultimo turno sono entrati di diritto nel tabellone principale. In caso di ritiro di uno o più giocatori aventi diritto a questi sono subentrati i lucky loser, ossia i giocatori che hanno perso nell'ultimo turno ma che avevano una classifica più alta rispetto agli altri partecipanti che avevano comunque perso nel turno finale.

## Teste di serie
1. Giovanni Mpetshi Perricard (qualificato)
2. Maximilian Marterer (primo turno)
3. James Duckworth (qualificato)
4. Richard Gasquet (ultimo turno, lucky loser)

1. Hamad Međedović (ritirato)
2. Pierre-Hugues Herbert (qualificato)
3. Benjamin Hassan (ultimo turno)
4. Rudolf Molleker (ultimo turno)

## Qualificati
1. Giovanni Mpetshi Perricard
2. Matteo Martineau

1. James Duckworth
2. Pierre-Hugues Herbert

### Lucky loser
1. Richard Gasquet

## Tabellone

### Legenda
| - Q = Qualificato - WC = Wild card - LL = Lucky loser | - ALT = Alternate - SE = Special Exempt - PR = Protected Ranking | - w/o = Walkover - r = Ritirato - d = Squalificato |

### Sezione 1
|  | Primo turno | Primo turno                | Primo turno                | Primo turno | Primo turno |  |  | Ultimo turno | Ultimo turno               | Ultimo turno | Ultimo turno | Ultimo turno |  |
|  |             |                            |                            |             |             |  |  |              |                            |              |              |              |  |
|  | 1           | Giovanni Mpetshi Perricard | Giovanni Mpetshi Perricard | 6           | 6           |  |  |              |                            |              |              |              |  |
|  | Alt         | Vadym Ursu                 | Vadym Ursu                 | 3           | 4           |  |  | 1            | Giovanni Mpetshi Perricard | 7            | 67           | 7            |  |
|  | WC          | Max Hans Rehberg           | Max Hans Rehberg           | 3           | 61          |  |  | 7            | Benjamin Hassan            | 65           | 7            | 65           |  |
|  | 7           | Benjamin Hassan            | Benjamin Hassan            | 6           | 7           |  |  |              |                            |              |              |              |  |

### Sezione 2
|  | Primo turno | Primo turno         | Primo turno         | Primo turno | Primo turno |  |  | Ultimo turno | Ultimo turno     | Ultimo turno | Ultimo turno | Ultimo turno |  |
|  |             |                     |                     |             |             |  |  |              |                  |              |              |              |  |
|  | 2           | Maximilian Marterer | Maximilian Marterer | 4           | 67          |  |  |              |                  |              |              |              |  |
|  |             | Matteo Martineau    | Matteo Martineau    | 6           | 7           |  |  |              | Matteo Martineau | 6            | 62           | 7            |  |
|  |             | Maxime Cressy       | Maxime Cressy       | 6           | 6           |  |  |              | Maxime Cressy    | 4            | 7            | 65           |  |
|  | Alt         | Liam Gavrielides    | Liam Gavrielides    | 3           | 2           |  |  |              |                  |              |              |              |  |

### Sezione 3
|  | Primo turno | Primo turno       | Primo turno       | Primo turno | Primo turno |  |  | Ultimo turno | Ultimo turno    | Ultimo turno | Ultimo turno | Ultimo turno |  |
|  |             |                   |                   |             |             |  |  |              |                 |              |              |              |  |
|  | 3           | James Duckworth   | James Duckworth   | 7           | 7           |  |  |              |                 |              |              |              |  |
|  |             | Khumoyun Sultanov | Khumoyun Sultanov | 65          | 64          |  |  | 3            | James Duckworth | 6            | 3            | 6            |  |
|  | WC          | Joan Nadal        | Joan Nadal        | 2           | 2           |  |  | 8            | Rudolf Molleker | 3            | 6            | 3            |  |
|  | 8           | Rudolf Molleker   | Rudolf Molleker   | 6           | 6           |  |  |              |                 |              |              |              |  |

### Sezione 4
|  | Primo turno | Primo turno           | Primo turno     | Primo turno | Primo turno |  |  | Ultimo turno | Ultimo turno          | Ultimo turno | Ultimo turno | Ultimo turno |  |
|  |             |                       |                 |             |             |  |  |              |                       |              |              |              |  |
|  | 4           | Richard Gasquet       | Richard Gasquet | 6           | 6           |  |  |              |                       |              |              |              |  |
|  |             | Benjamin Bonzi        | Benjamin Bonzi  | 4           | 4           |  |  | 4            | Richard Gasquet       | 3            | 7            | 65           |  |
|  |             | Daniel Masur          | 6               | 67          | 6           |  |  | 6            | Pierre-Hugues Herbert | 6            | 62           | 7            |  |
|  | 6           | Pierre-Hugues Herbert | 1               | 7           | 7           |  |  |              |                       |              |              |              |  |